# Харрис, Эшлин
Эшлин Мишель Харрис (англ. Ashlyn Michelle Harris; род. 19 октября 1985) — американская футболистка.
Футболистка «Орландо Прайд». Победительница чемпионата мира 2019 года. Харрис состоит в романтических отношениях с партнёршей по американской сборной Али Кригер. Пара поженилась в декабре 2019 года. Церемония бракосочетания прошла в Майами на Вилле Вискайя Харрис рассказала, что сделала предложение Кригер в сентябре во время пикника. Кригер и Харрис являются чемпионками мира 2015 года в составе сборной США. Голкипер года.
Играет за Orlando Pride с 2016 года. Дебютировала в составе взрослой национальной сборной 11 марта 2013 года и была членом команды-победителя чемпионата мира по футболу среди женщин 2015 года в Канаде и женского чемпионата мира по футболу 2019 года во Франции.
Харрис была представлена вместе со своими товарищами по национальной команде в серии видеоигр EA Sports FIFA в FIFA 16, впервые в игре были включены женщины-игроки.
С 2010 года находится в отношениях с американской футболисткой Эли Кригер. 13 марта 2019 года пара объявила о помолвке. 28 декабря 2019 года пара поженилась в Майами. 14 февраля 2021 года стало известно, что супруги удочерили девочку, которую назвали Слоун Филлипс (род. 12 февраля 2021).
В апреле 2024 года стало известно, что Харрис состоит в отношениях с американской актрисой Софией Буш.